# Sürmeli Ali Pascià
Pascià Sürmeli Ali (Didymoteicho, 1645 – Edirne, 29 maggio 1695) fu Gran Visir dell'Impero ottomano dal 1694 al 1695.
Secondo lo storico von Hammer, il suo epiteto sürmeli significa "non conoscevo il suo posto", mentre Uzunçarşılı afferma che in turco significa più letteralmente "indossare il kohl" (Uno che ha gli occhi tinti con il kohl).
Ali nacque a Didymoteicho (oggi in Macedonia orientale e Tracia, nella Grecia nord-orientale). Era un burocrate di alto rango, che prestava servizio nei cantieri navali e nel tesoro. Ha anche servito come governatore negli Eyalet di Cipro e di Tripoli  (l'odierna Tripoli, Libano).
Il 13 marzo 1694 fu nominato Gran Visir dal sultano Ahmed II. Ha anche preso il titolo di serdar, che significa "comandante dell'esercito", e ha combattuto contro la monarchia asburgica. Assediò Petrovaradin (nell'odierna Serbia), ma presto lo revocò.
Il 6 febbraio 1695 Ahmed II morì e, dopo qualche esitazione, il 22 aprile 1695 il nuovo sultano Mustafa II licenziò Sürmeli Ali Pascià. C'erano diverse ragioni per questo. Mustafa sospettava che il candidato al trono di Sürmeli Ali Pascià al suo posto fosse un principe più giovane e sospettava inoltre che Sürmeli Ali Pascià fosse contrario al suo piano di comandare personalmente l'esercito. Inoltre, ci fu una lotta per il potere tra Sürmeli Ali Pascià e Feyzullah Efendi, il consigliere del sultano (e in seguito Shaykh al-Islām). Sürmeli Ali fu accusato di frode ed esiliato a Çeşme (nell'odierna provincia di Smirne, Turchia), ma presto il sultano cambiò idea e fece giustiziare Sürmeli Ali il 29 maggio 1695.